# Лейтес, Александр Михайлович
Александр Михайлович Лейтес (1899—1976) — советский литературный критик и литературовед.

## Биография
Родился в Брест-Литовске 3 (15) декабря 1899 г. в интеллигентной семье. Окончил Харьковский институт народного образования (1922). Начал печататься с 1921 г. Труды по теории художественного перевода, о советской, украинской и зарубежной литературах, творчестве отдельных писателей – М. Горького, С. Есенина, В. Маяковского, В. Хлебникова, Т. Шевченко, П. Тычины и других.